# Piazza della Repubblica
Piazza della Repubblica, tidigare Piazza dell'Esedra, är ett torg i Rione Castro Pretorio i Rom, uppkallat efter Repubblica Italiana, det vill säga den italienska republiken. Torget hette tidigare Piazza dell'Esedra, vilket åsyftar Diocletianus termers monumentala exedra.

## Beskrivning
Piazza della Repubblica anlades i slutet av 1800-talet. De konkava palatsen ritades av arkitekten Gaetano Koch och uppfördes åren 1887–1898 i nyklassicistisk stil med barockinslag. I mitten av piazzan är Fontana delle Naiadi, Najadfontänen, belägen. Fontänen, som fullbordades år 1912, ritades av skulptören Mario Rutelli. Fontana delle Naiadi ersatte Acqua Pia, som hade beställts av påve Pius IX år 1870. I mitten ses havsguden Glaucos och runt denne på fontänens kanter återfinns fyra najader: sjöarnas nymf, flodernas nymf, de underjordiska vattnens nymf och oceanernas nymf.

## Omgivningar
- Santa Maria degli Angeli
- Stazione Termini
- Museo delle Terme di Diocleziano
- Sant'Isidoro alle Terme
- San Bernardo alle Terme
- San Paolo entro le Mura

## Kommunikationer
Tunnelbanestation
- Repubblica

## Bilder

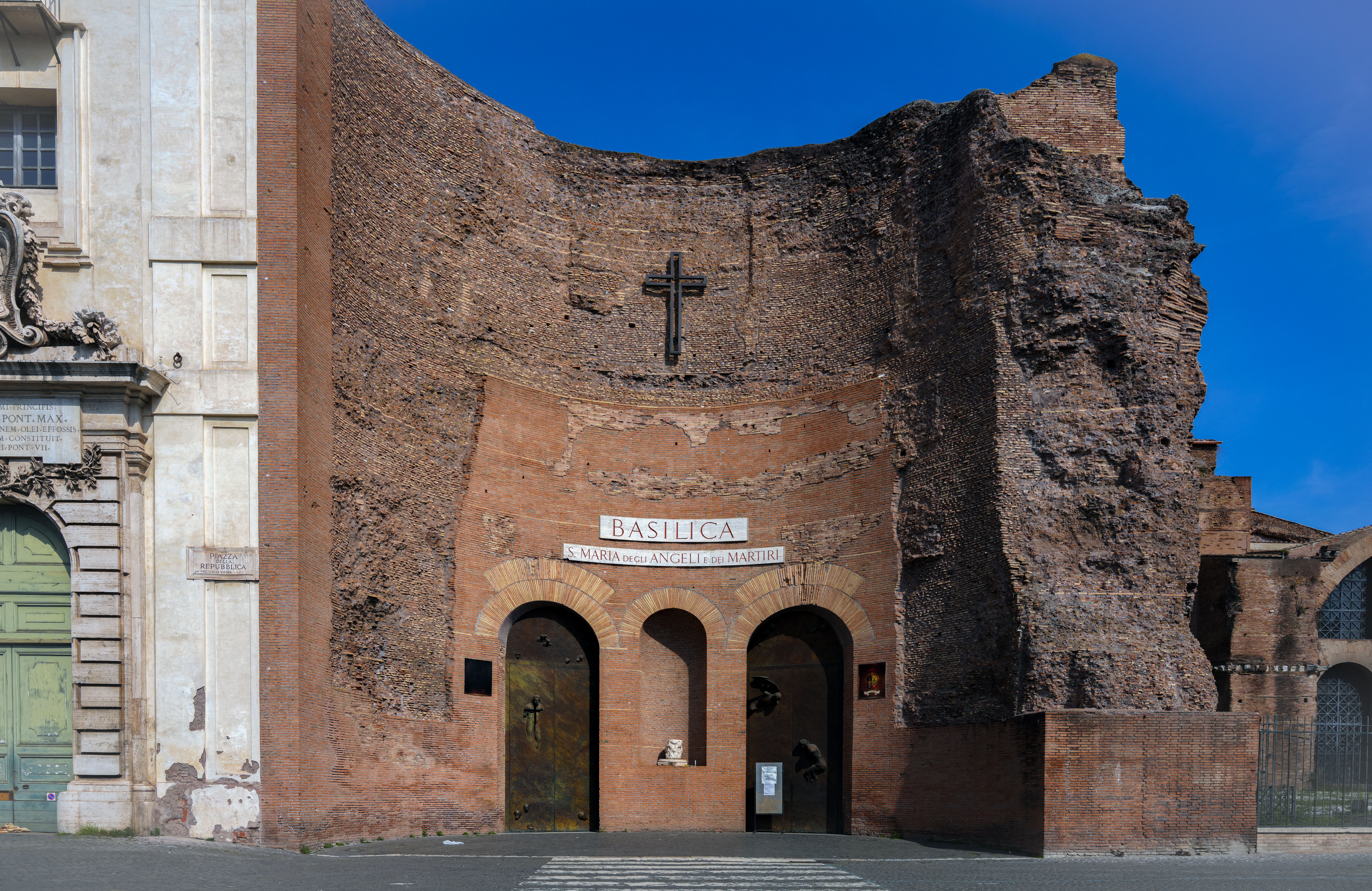
Basilikan Santa Maria degli Angeli e dei Martiri är inrymd i tepidariet och frigidariet i Diocletianus termer.
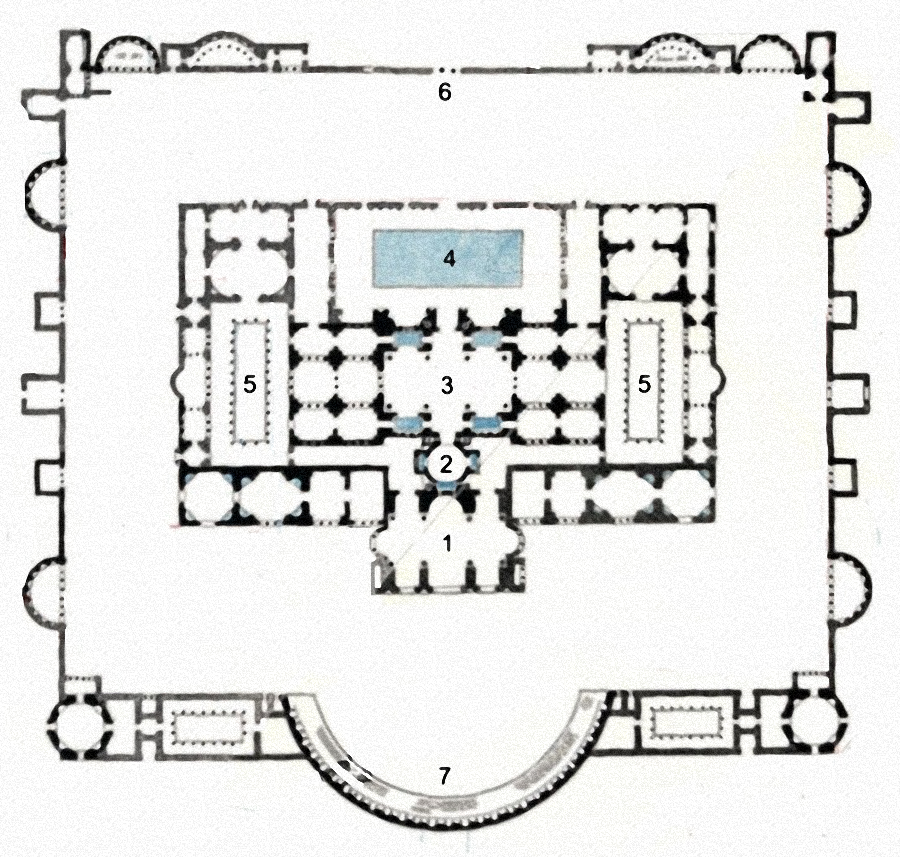
Plan över Diocletianus termer. 1) Caldarium, 2) Tepidarium, 3) Frigidarium, 4) Natatio, 5) Palaestra, 6) Huvudingång, 7) Exedra.
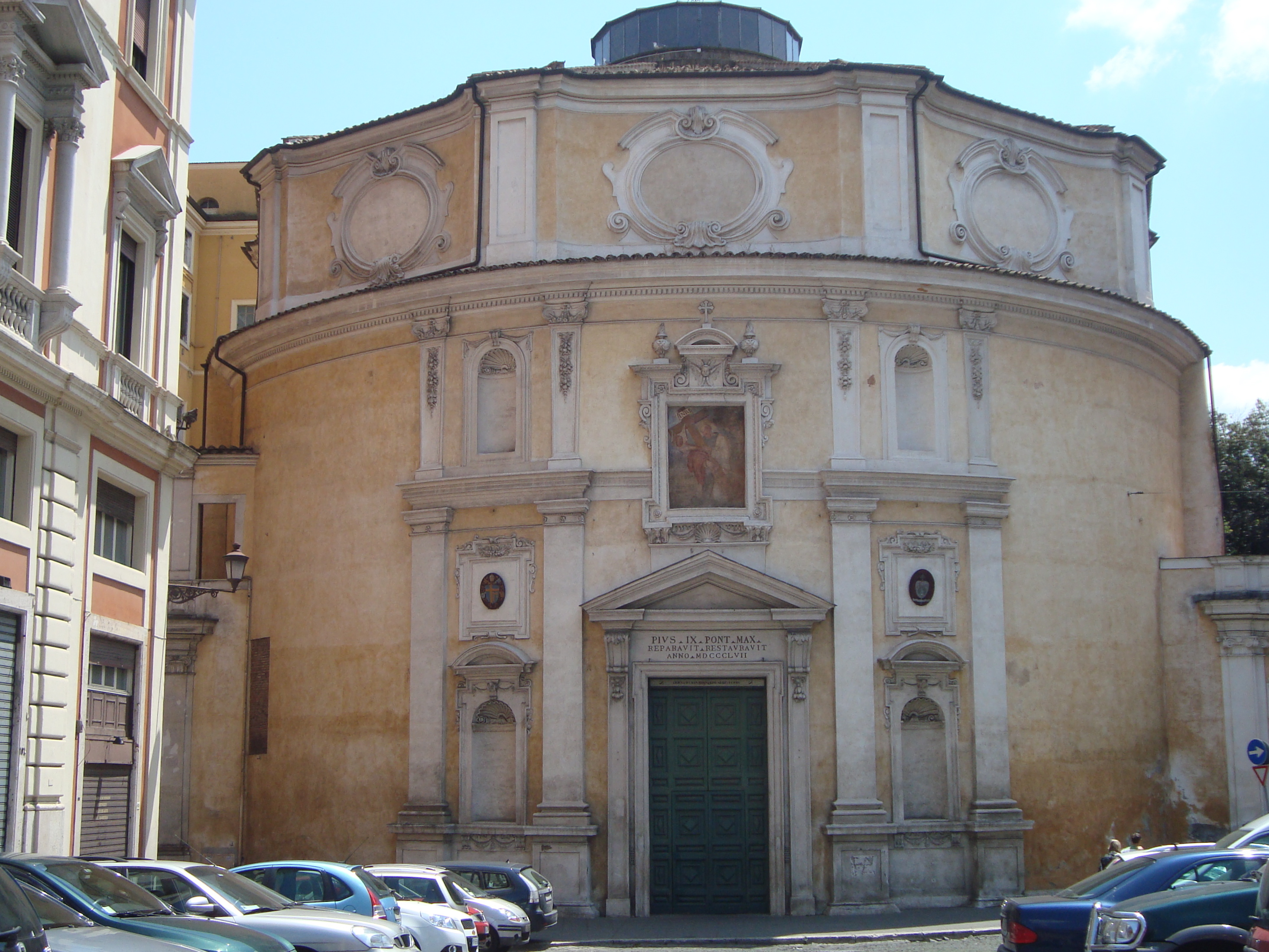
Kyrkan San Bernardo alle Terme är inhyst i sphaeristerium (av latinets sphaera, ”klot”, ”sfär”), ett av termernas rum för bollspel.
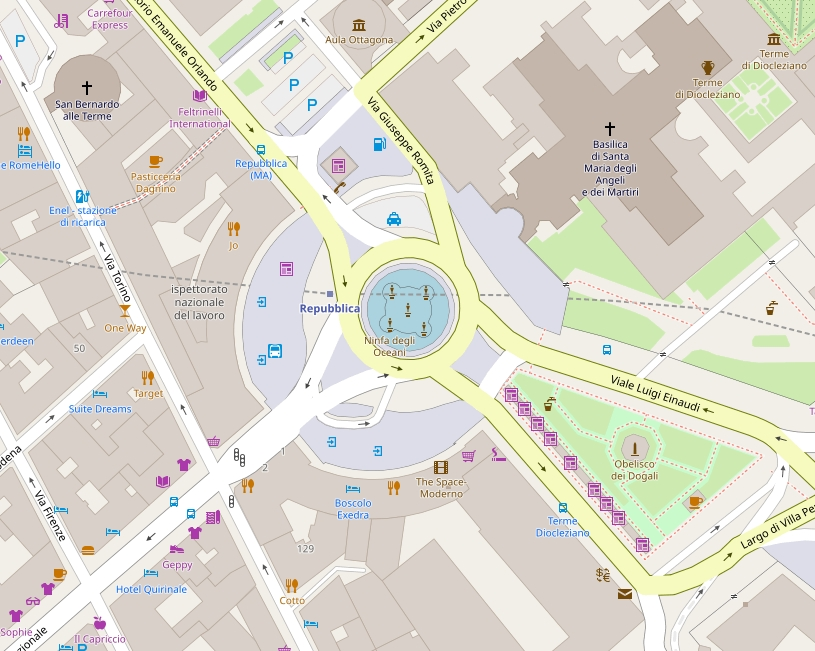
Piazza della Repubblica på en karta från år 2020.